# Microgonia rufaria
Microgonia rufaria là một loài bướm đêm trong họ Geometridae.